# Joint Base Myer–Henderson Hall

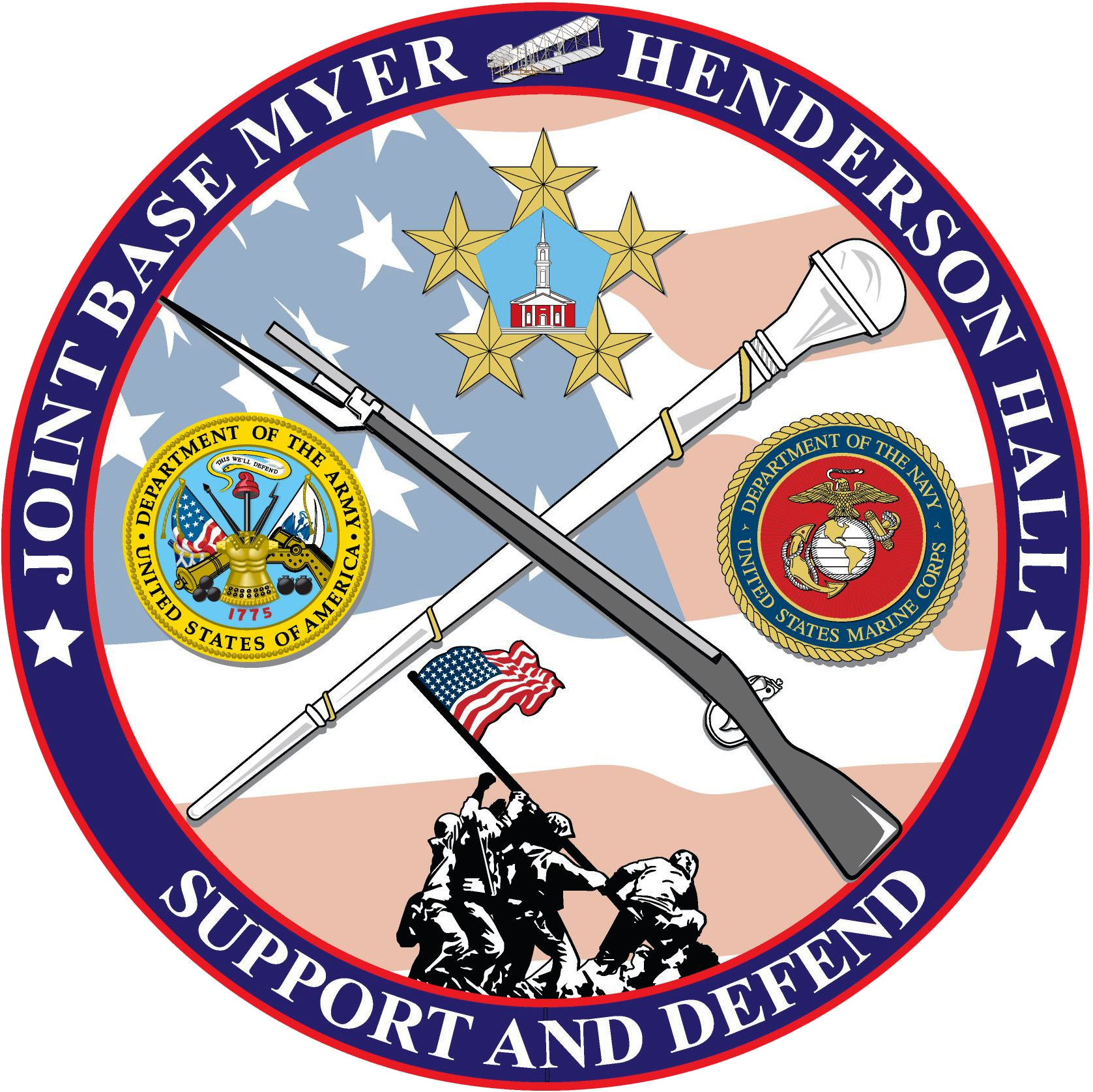
Sigill.

Joint Base Myer–Henderson Hall (förkortning: JBM-HH) är en militär anläggning tillhörande USA:s försvarsdepartement som är belägen i Washingtons storstadsområde. Den bildades 2009 som en följd av rekommendationer som gjordes av 2005 års Base Realignment and Closure Commission som en sammanslagning av tre olika baser, Fort Myer och Henderson Hall i Arlington County, Virginia samt Fort Lesley J. McNair som ligger på andra sidan floden Potomac inne i Washington, D.C. Henderson Hall används främst av marinkåren och de övriga två av armén.

## Fort Myer

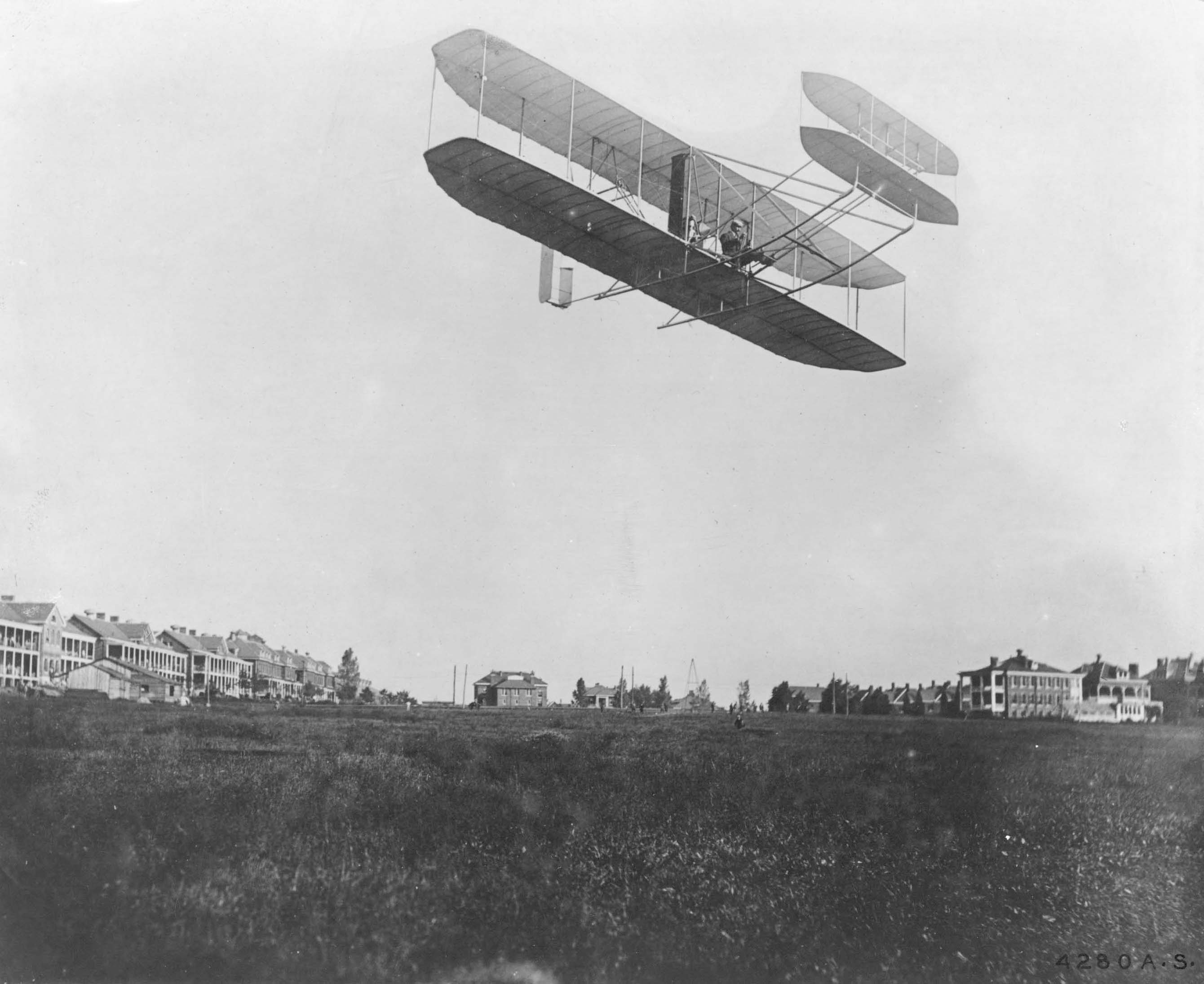
Orville Wright flyger Wright Model A inne på Fort Myer i september 1908.

Fort Myer har varit en militär installation sedan USA:s inbördeskrig. Innan 1861 ägdes marken av Mary Anna Custis Lee, hustru till Robert E. Lee, som en del av en större jordegendom. När inbördeskriget började och Virginia beslutade sig att utträda ur unionen, konfiskerades egendomen av USA:s federala statsmakt. Delen närmast corps de logi gjordes om till en krigskyrkogård och är numera känd som Arlington National Cemetery. 
Flera lynetter byggdes för huvudstadens försvar. Den första (Fort Ramsay, senare omdöpt till Fort Cass) byggdes efter nordstaterna förlust i första slaget vid Bull Run 1861 och den andra (Fort Whipple) efter andra slaget vid Bull Run 1862. 1881 namngavs basen som Fort Myer efter Albert J. Myer (1828–1880) som under sin tid som signalkårens chef grundade U.S. Weather Bureau (vars linjära efterföljare är National Oceanic and Atmospheric Administration). 
Sedan dess har den fungerat som en bas för arméns signalkår, som uppvisningsfält för kavalleriet och som den första militärbasen i landet där ett flygplan startade och landade. Den första militära testflygningen gjordes av Orville Wright 9 september 1908 och varande i 1 minut och elva sekunder. Den andra flygturen slutade med den första militära flygolyckan i USA i vilken passageraren, löjtnant Thomas Selfridge, omkom.
Från 1942 har United States Army Band haft Fort Myers som sin hemmabas. 1948 återaktiverades 3rd US Infantry Regiment som förutom infanteriförband även bidrar till en mängd ceremoniella aktiviteter genom Military District of Washington, exempelvis ständig postering vid den okända soldatens grav på Arlingtonkyrkogården.

## Fort Lesley J. McNair

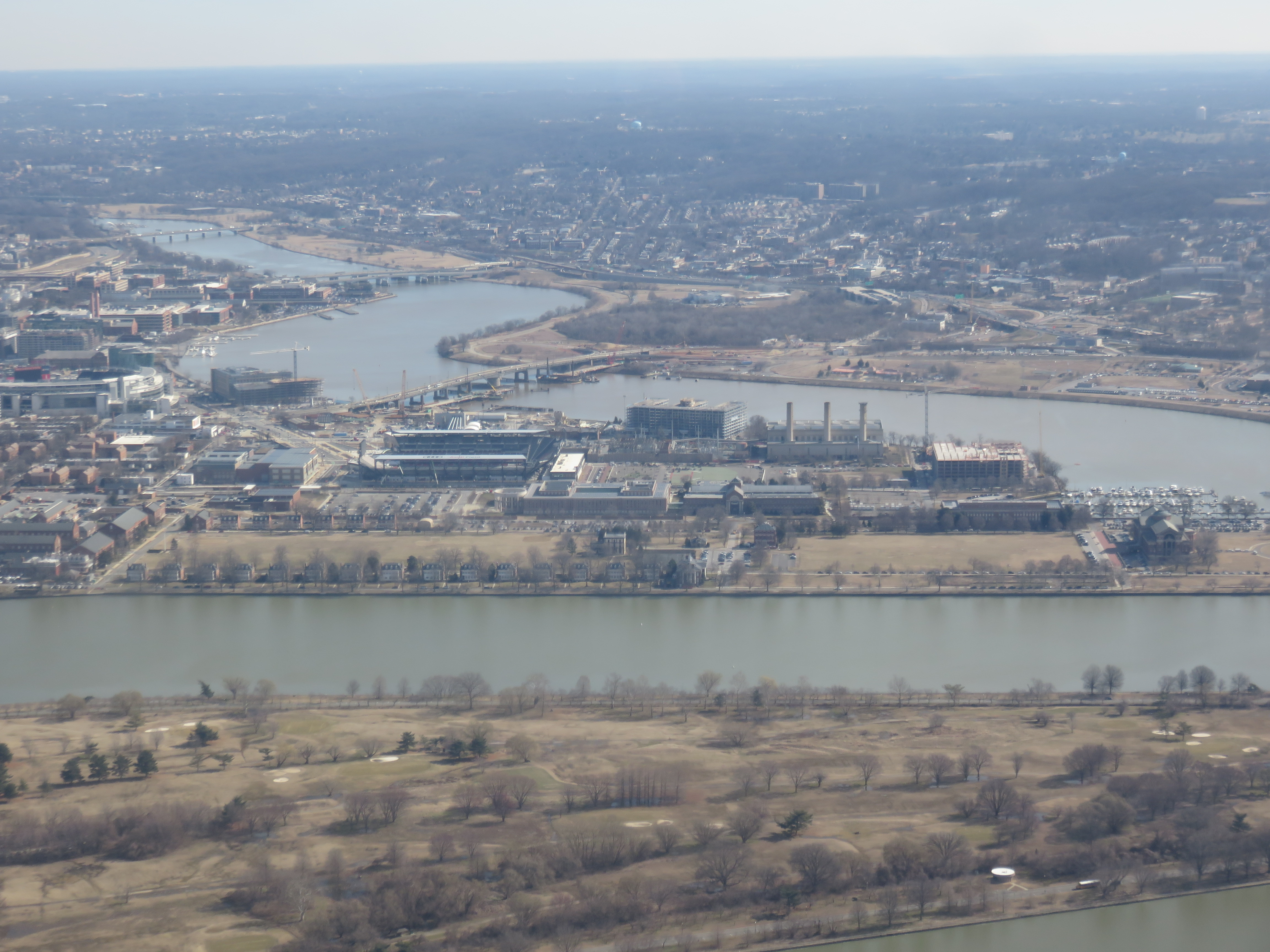
Flygbild av Fort Lesley J. McNair från 2019.

Fort McNair, ursprungligen namngiven som "Washington Barracks" är belägen där floderna Potomac och Anacostia sammanstrålar och grundades 1791 på en areal om 28 tunnland. Pierre L'Enfant inkluderade ett strategiskt område i sin stadsplan för den nya huvudstaden för en större militärbas. Ett tyghus byggdes först och försvarsverk byggdes 1794. I Grant Hall hölls 1865 militärtribunalerna för medkonspiratörerna i Mordet på Abraham Lincoln.
Basen fick sitt nuvarande namn 1948 efter generallöjtnant Lesley J. McNair, befälhavare för Army Ground Forces, som stupade under andra världskriget 25 juli 1944 i Normandie. Sedan 1943 finns United States Army Center of Military History (CMH) på området och Military District of Washington har haft sitt högkvarter på området sedan 1966.
Sedan början på 1900-talet har anläggningen främst använts för olika utbildningsinstitutioner, först för armén och därefter för samtliga delar av de väpnade styrkorna med Industrial College of the Armed Forces och National War College. Dessa två institutioner sammanfogades 1976 som fakulteter inom ramen för National Defense University.

## Henderson Hall

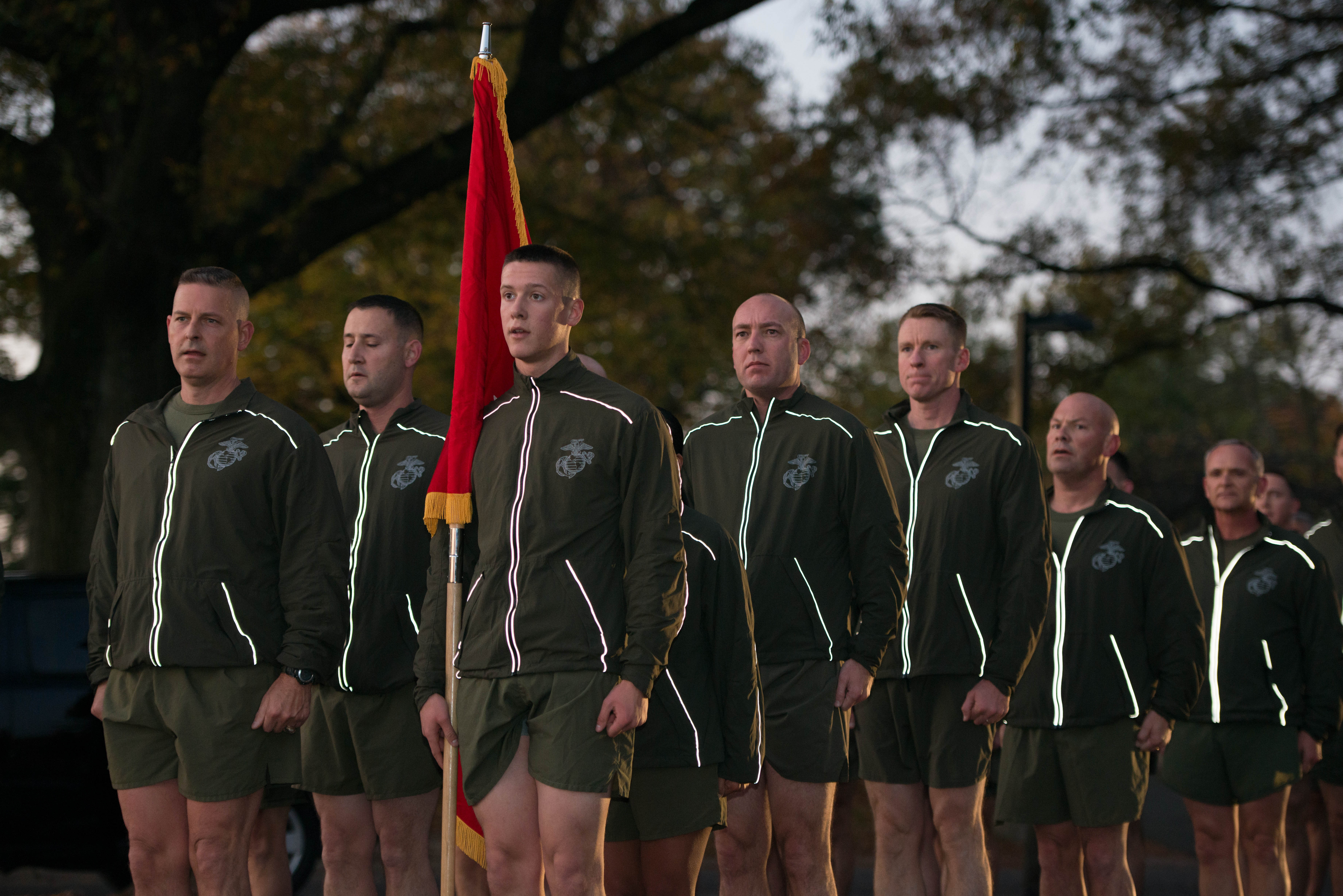
Marinsoldater från Henderson Hall och Pentagon uppställda efter att ha genomfört marinkårens årliga maraton och inför sjungandet av marinkårens sång.

Henderson Hall är belägen i direkt anslutning till Fort Myer och Arlingtonkyrkogården i dess södra ände. Där finns ett högkvarterskompani som bistår Marine Barracks Washington och marinkårens högkvartersstab (engelska: Headquarters Marine Corps) i Pentagon. Basen är uppkallad efter Archibald Henderson (1783–1859) som marinkårens 5:e kommendant från 1820 till 1859.
Fram till 1996 var marinkårens kommendant och högkvartersstab belägna vid det numer rivna Navy Annex (som låg ungefär vid dagens Air Force Memorial) och det var först i januari 1996 som de seniora befattningshavarna flyttade över till Pentagon.